# Äquivalenzprinzip (Steuer)
Das Äquivalenzprinzip ist ein Prinzip zur Ausgestaltung des Finanzierungsbeitrags der Bürger für Leistungen ihres Staates. Es sagt aus, dass derjenige, der von einer Leistung einen Vorteil hat, nach Maßgabe dieses Vorteils über eine entsprechende Abgabe zur Finanzierung dieser Leistung herangezogen wird. Das Äquivalenzprinzip kann somit als Übertragung marktwirtschaftlicher Mechanismen auf staatliche Aktivitäten angesehen werden. Es macht vor allem Aussagen über die Steuergerechtigkeit. Es wird regelmäßig zur Rechtfertigung der Erhebung von Steuern herangezogen. Demnach werden Steuern als Äquivalent für staatliche Leistungen (benefit principle) bzw. als Kompensation staatlicher Kosten (cost principle) aufgefasst. Mittlerweile gewinnt zur Begründung von Steuern und Abgaben aber auch die konkurrierende Theorie des Leistungsfähigkeitsprinzips an Bedeutung. Finanzwissenschaftlich hat das Äquivalenzprinzip aber nach wie vor Bedeutung bei der Argumentation bezüglich der Einführung von Gebühren, Beiträgen oder Erwerbseinnahmen des Staates. 

## Äquivalenzprinzip als Steuerrechtfertigungsgrund
Das Äquivalenzprinzip wird seit der Einführung der Gewerbesteuer als Begründung für die Erhebung von Gemeindesteuern – namentlich der Grundsteuer und der Gewerbesteuer – und deren Ausgestaltung als Realsteuern herangezogen (vgl. Begründung zum GewStG 1936, RStBl. 1937, S. 693; BVerfG, Beschl. v. 21. Dezember 1966, 1 BvR 33/64, BVerfGE 21, S. 54 (65ff.))

### Steuern als Abgaben ohne Gegenleistung
Das Äquivalenzprinzip kann und braucht nicht zur Rechtfertigung für die Erhebung einer Steuer herangezogen werden, da eine Steuererhebung gerade keine Gegenleistung voraussetzt (§ 3 Abgabenordnung). Daher ist aber die Rechtfertigung anderer Abgaben durch dieses Prinzip durchaus sinnvoll.

### Abweichungen vom Leistungsfähigkeitsprinzip
Das Äquivalenzprinzip kann auch zur Rechtfertigung einer Abweichung vom Prinzip der Besteuerung nach der wirtschaftlichen Leistungsfähigkeit herangezogen werden. Dies allerdings nur bei bestimmten Steuern, die einen Sondernutzen oder Sonderschaden abgelten sollen, den nur bestimmte Steuerpflichtige haben bzw. verursachen. Für die Begründung der Gewerbesteuer mit dem Äquivalenzprinzip wird beispielsweise argumentiert, diese solle den Nutzen der gemeindlichen Leistungen (Straßen, Schulen etc.) für die örtlichen Gewerbebetriebe abgelten. 

### Individual- und Gruppenäquivalenz
Individualäquivalenz: Für staatliche Leistungen, die direkt einzelnen Bürgern zugerechnet werden, werden meistens Gebühren erhoben, zum Beispiel für die Ausstellung eines neuen Personalausweises. Ist die staatliche Leistung für eine bestimmte Gruppe von Bürgern potenziell nutzbar, werden Beiträge erhoben, z. B. Kanalerschließungsbeiträge.
Für die Besteuerung kommt dagegen nur eine weniger enge Gruppenäquivalenz in Frage. Daher kann mit dem Äquivalenzprinzip bei der Besteuerung hauptsächlich auch nur die Erhebung einer bestimmten Steuer bei bestimmten Gruppen, seltener jedoch die Ausgestaltung der Bemessungsgrundlage begründet werden.

## Äquivalenzprinzip, Gebühren und Steuern
Je nach Enge der möglichen Zurechnung, bieten sich Kombinationen von Steuern und Gebühren an.
Beispielsweise entspricht es dem Äquivalenzprinzip, wenn die Mineralölsteuer für den Bau von Straßen verwendet werden, durch die Kombination aus verbrauchsabhängiger Mineralölsteuer und schadstoffabhängiger Kfz-Steuer wird auch eine Kostenäquivalenz berücksichtigt. Genauso können jedoch Straßen auch durch die Erhebung einer Maut-Gebühr finanziert werden. Dabei muss man aus Effizienzgesichtspunkten die höheren Kosten einer Gebührenerhebung (siehe: Toll Collect) bei gleichzeitig besserer Zurechnung von Kosten (bzw. Erfassung von Nutzen) mit den niedrigeren Kosten einer Steuererhebung bei gleichzeitig schlechterer Kosten-Nutzen-Zurechnung abwägen.